# Organi giudiziari della Città del Vaticano
Il sistema giudiziario dello Stato della Città del Vaticano è il sistema giudiziario penale dello stato della Città del Vaticano.
La sede dei tribunali vaticani è piazza Santa Marta, presso la Basilica di San Pietro.

## Storia
Il Vaticano dal 1929 non recepisce naturalmente 10 leggi italiane che hanno "limitazioni specifiche" e dal 2009 anche alcuni provvedimenti sui rapporti di lavoro e la legge 626. Inoltre non recepì mai le leggi razziali fasciste e il Codice Rocco (il codice penale e quello di procedura penale).

## Caratteristiche generali
L'ordinamento giudiziario può essere classificato come di civil law, risente dell'influenza del diritto italiano, in primis del codice Zanardelli, ed è organizzato sulla falsariga di quello italiano.
Il potere giudiziario è esercitato nel nome del pontefice. La nomina e la revoca del personale giudiziario dipendono dal pontefice e, secondo l'art. 16 della Legge Fondamentale della Città del Vaticano del 2001, il pontefice può deferire l'istruttoria e la decisione nelle cause civili e penali pronunciando un proprio parere. Secondo l'art. 14 della L. F. del 1929 il Tribunale della Rota Romana e il Supremo Tribunale della Segnatura Apostolica, quando funzionano da organi giudiziari della Città del Vaticano, devono compiere i loro atti entro il territorio di quello stato.
La riforma del Codice di Diritto Canonico entrata in vigore nel 1983 abrogò il Privilegium fori, che riservava i chierici e agli ecclesiastici della Chiesa Cattolica il diritto ad essere processati dal tribunale diocesano e dalla Rota Romana, comportando di fatto un'immunità a vita che sottraeva i consacrati alla giurisdizione del giudice naturale stabilito dalle leggi civili e penali degli stati. Le ulteriori leggi del 1987 e del 2008 rafforzarono la separazione istituzionale fra il diritto canonico da un lato, e il diritto civile e penale della Città del Vaticano dall'altro, mediante la creazione di un Giudice Unico (per le cause di minore gravità) e di un Tribunale dello Stato Città del Vaticano, strutturato in tre gradi giudizio (primo grado, appello e Corte Suprema).

Malgrado la separazione organizzativa dei due ordinamenti, la legge LXXI emanata il 1 ottobre del 2008 da Benedetto XVI ribadì che «l’ordinamento giuridico vaticano riconosce nell’ordinamento canonico la prima fonte normativa», confermando il primato del diritto e dell'ordinamento canonico rispetto a tutte le altre fonti interne ed internazionali.
La Città del Vaticano inoltre non accetta la giurisdizione della Corte internazionale di giustizia.

## Il promotore di giustizia
La carica giudiziaria più significativa è il Promotore di giustizia. Dal 22 settembre 2022 la carica è ricoperta da Alessandro Diddi, docente di diritto processuale penale all’Università della Calabria. A coadiuvarlo, dalla medesima data, è il promotore aggiunto Settimio Carmignani Caridi, docente di diritto canonico ed ecclesiastico al’Università 
di Roma-Tor Vergata e alla Scuola di Diritto Vaticano della LUMSA.

## Le corti
Le corti fondamentali sono:
I Tribunale di prima istanza
II Corte d'appello
III Corte di cassazione
Secondo l'Art.15 della Legge Fondamentale della Città del Vaticano del 1929 la giustizia amministrativa non ha alcuna suddivisione e quando è riconosciuto leso un diritto davanti all'autorità giudiziaria e viene riconosciuto, e lo ritiene illegittimo non può né revocarlo e né modificarlo, ma giudica gli effetti del medesimo ed un eventuale risarcimento danni.
Secondo l'Art.18 della Legge Fondamentale della Città del Vaticano del 1929 il papa concede amnistie, indulti e condoni. Inoltre secondo l'art.18 della Legge Fondamentale della Città del Vaticano del 1929
chiunque ha leso un diritto può appellarsi al papa. Inoltre sempre secondo l'art. 18 le domande di grazia vengono inoltrate al papa.

## La giurisdizione
Nei casi in cui il reato venga commesso nel territorio vaticano e il criminale scappi in Italia, la giustizia italiana subentra a quella vaticana in base all'art. 22 dei Patti Lateranensi del 1929. Il codice di procedura civile del Vaticano risale al 1946 e per quello di procedura penale si fa riferimento all'omologo italiano del 1913.